# تالاب تنگلی
تالاب تنگلی در شمال گنبدکاووس در بخش داشلی‌برون قرار گرفته‌است. فاصله آن تا شهر گنبد ۷۵ کیلومتر است.
برای تالاب تنگلی کانالی آبرسان به طول تقریبی ۵ کیلومتر و ظرفیت اسمی ۱۲٫۶ متر مکعب در ثانیه نیز ساخته شده‌است.
تنگلی یکی از نام‌های ترکمنی برای مردان است.